# Donia Eden
Donia Eden, née le 19 août 1990 à Paris 14e, est une actrice et animatrice de télévision française.

## Biographie
D'origine égyptienne et algérienne, Donia Eden a fait le conservatoire de piano et solfège. Après avoir obtenu son bac L, elle a fait ses débuts au théâtre dans la pièce Sales gosses avant d'intégrer le Cours Florent entre 2005 et 2008. Depuis 2010, elle effectue une formation avec le célèbre Jack Waltzer.
Au cinéma, elle a obtenu le rôle principal dans L'Étoile du berger, un court métrage de Nora Bendaouadji sorti en 2006, avant de jouer pour Gaëtan Kiaku dans un autre court métrage, 15 août, en 2011. Elle a également joué des rôles secondaires dans des longs métrages : Le Cœur des hommes 2 (2007) de Marc Esposito, Avant-poste (2008) d'Emmanuel Parraud et D'amour et d'eau fraîche (2010) d'Isabelle Czajka. Elle a également fait une apparition dans la saison 1 de la série Le Bureau des légendes (où elle incarne la secrétaire de cyclone dans l'épisode 5).
Elle a présenté Le Journal du hard sur Canal+.
Elle écrit, réalise et produit son premier court-métrage en 2014 : Je t’aime pas plus que moi, avec Paco Boublard et Mabô Kouyaté.
Elle joue le rôle d'Emma, « l'appât » dans 24 jours, le film d'Alexandre Arcady consacré à Ilan Halimi, sortie au printemps 2014.
Elle est à l’affiche de The Traveller d'Hani Ghandour (2016).
En 2018, elle incarne Clémence dans la pièce L'Inattendue mise en scène par Lina Abyad, ce qui lui vaut les 
éloges de la presse libanaise et arabe.

## Filmographie

### Cinéma
- 2007 : L'étoile du berger (court-métrage) : Ines
- 2010 : D'amour et d'eau fraîche : Safia
- 2013 : Où je mets ma pudeur (court-métrage) : La sœur
- 2014 : 24 jours, la vérité sur Ilan Halimi : Emma
- 2014 : Ruptures imaginaire (court-métrage) : Donia
- 2014 : Je t'aime pas plus que moi (court-métrage) : Noah
- 2016 : Pattaya : Aurélie
- 2016 : Le voyageur : Layla
- 2017 : Santa & Cie : Un membre de la famille Amélie
- 2018 : #Moscou-Royan : Muriel
- 2018 : Féminin plurielles : La sœur de Hafsia

### Télévision
- 2013 : La croisière (série TV) : Léa
- 2015 : Le Bureau des légendes (série TV) : La secrétaire Cyclone
- 2017 : Lebowitz contre Lebowitz (série TV) : Farida
- 2018 : Les Michetonneuses (téléfilm) : Eden
- 2019 - 2020 : Demain nous appartient (série TV) : Chemsa Benkieff (épisodes 612 à 747)